# 276

## Decese
- iunie: Marcus Claudius Tacitus  (n. 200)
- 9 septembrie: Florianus  (n. 232)